# تيري كاربنتر
تيري كاربنتر هو سياسي أمريكي، ولد في 28 مارس 1900 في سيدار رابيدز في الولايات المتحدة، وتوفي في 27 أبريل 1978 في سكوتسبلوف في الولايات المتحدة. نشط حزبياً في الحزب الديمقراطي والحزب الجمهوري. وقد انتخب عضو مجلس النواب الأمريكي ‏.